# Weather, Climate, and Society
Weather, Climate, and Society (El tiempo, el clima y la sociedad, WCAS en sus siglas en inglés) es una revista científica revisada por pares publicada trimestralmente por la American Meteorological Society (AMS). 
WCAS publica investigaciones que abarcan economía, análisis de políticas, ciencias políticas, historia y becas institucionales, sociales y de comportamiento relacionadas con el clima, incluido el cambio climático. Las contribuciones deben incluir investigación original en ciencias sociales, análisis basado en evidencia y relevancia para las interacciones del tiempo y el clima con la sociedad.
El consejo gobernante de la AMS eliminó los cargos por página para los documentos enviados a WCAS en diciembre de 2015.